# 라츠케베

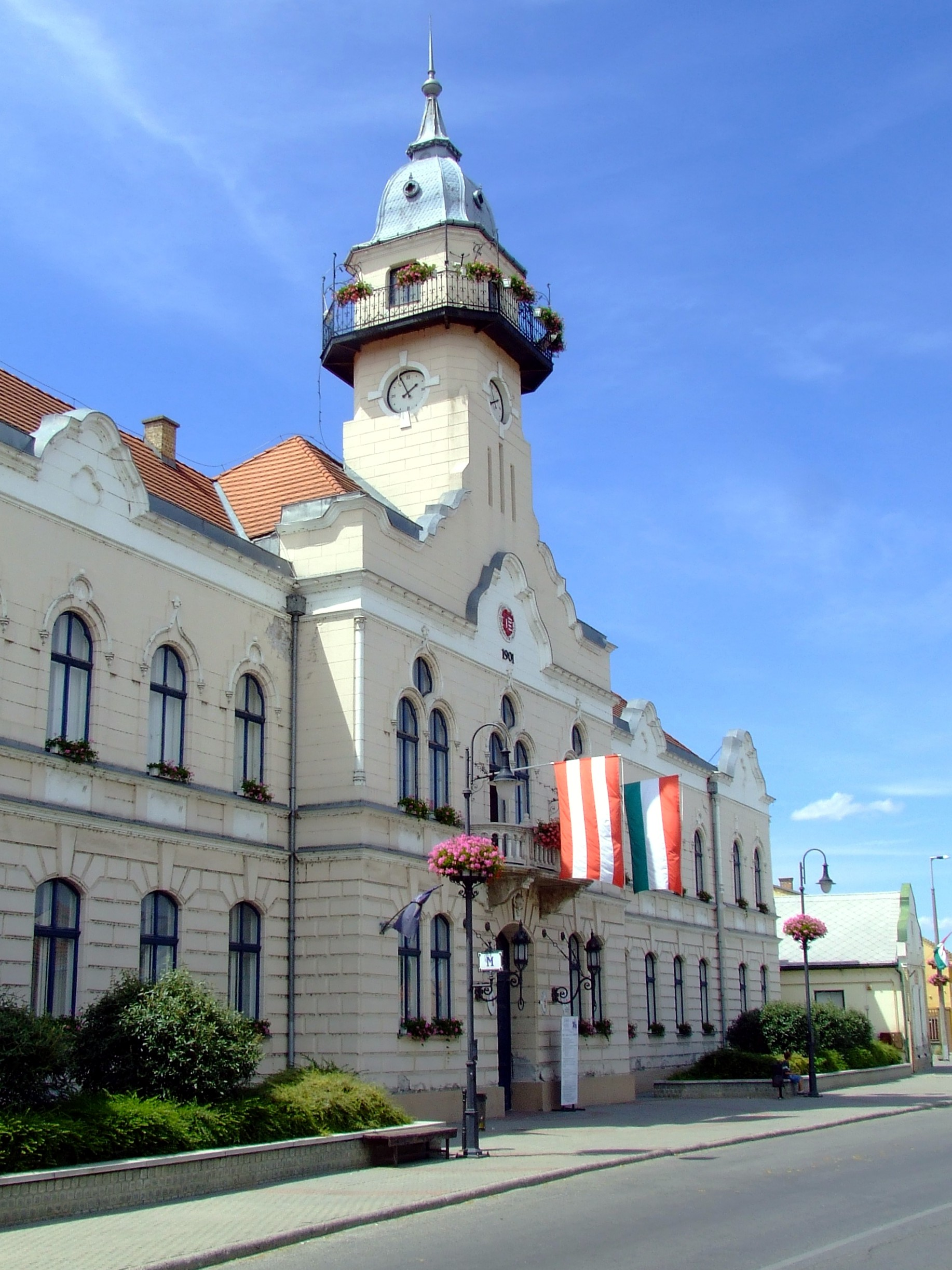
라츠케베 시청

라츠케베(헝가리어: Ráckeve, 세르비아어: Српски Ковин / Srpski Kovin 스릅스키코빈)는 헝가리 페슈트 주 체펠섬에 위치한 도시로 면적은 64.09km2, 인구는 9,726명(2008년 기준), 인구 밀도는 150명/km2이다.
15세기 오스만 제국의 침공을 피해 헝가리로 이주한 세르비아인 난민들이 거주하면서 형성되었다.